# Beachvolleybal op de Olympische Zomerspelen 2012 (mannen)
Het beachvolleybaltoernooi voor mannen tijdens de Olympische Zomerspelen 2012 in Londen begon op 28 juli en eindigde op 9 augustus.
De 24 deelnemende teams waren verdeeld over zes groepen van vier, waarin een halve competitie werd gespeeld. Aan het einde van de groepsfase gingen de nummers één en twee elke groep door naar de achtste finales, aangevuld met de twee beste nummers drie. De vier slechtste nummers drie speelden een play-off wedstrijd voor een plaats in de achtste finales. Vanaf de achtste finales werd er gespeeld via het knock-outsysteem. 

## Kwalificatie
| Manier van kwalificatie                                                      | Aantal plaatsen | Gekwalificeerd |
| ---------------------------------------------------------------------------- | --------------- | --- |
| FIVB beachvolleybal olympische ranglijst (ranglijst op 17 juni 2012)         | 16              | Brazilië Verenigde Staten Duitsland Nederland Polen Verenigde Staten * Brazilië * Duitsland * Spanje China Zwitserland Tsjechië Letland * Italië Zwitserland |
| Continental cup beachvolleybal 2010-2012 (deelnemers bekend op 24 juni 2012) | 5               | Venezuela (Zuid-Amerika) Zuid-Afrika (Afrika) Canada (Noord-Amerika) Japan (Azië/Oceanië) Noorwegen (Europa)                                                 |
| WK beachvolleybal (olympische kwalificatie) (26 juni – 1 juli 2012)          | 2               | Oostenrijk Rusland |
| Gastland                                                                     | 1               | Groot-Brittannië |
| Totaal                                                                       | 24              | |

* mochten 2 teams afvaardigden

## Groepsfase

### Groep A
Eindstand
| # | Ploeg                  | Punten | Wedstrijden | Wedstrijden | Spelpunten | Spelpunten | Spelpunten | Sets | Sets | Sets  |
| # | Ploeg                  | Punten | W           | V           | W          | V          | Ratio      | W    | V    | Ratio |
| - | ---------------------- | ------ | ----------- | ----------- | ---------- | ---------- | ---------- | ---- | ---- | ----- |
| 1 | Alison – Emanuel       | 6      | 3           | 0           | 145        | 123        | 1.179      | 6    | 1    | 6.000 |
| 2 | Bellaguarda – Heuscher | 4      | 1           | 2           | 111        | 118        | 0.941      | 2    | 4    | 0.500 |
| 3 | Lupo – Nicolai         | 4      | 1           | 2           | 119        | 126        | 0.944      | 2    | 4    | 0.500 |
| 4 | Doppler – Horst        | 4      | 1           | 2           | 128        | 136        | 0.941      | 3    | 4    | 0.750 |

Wedstrijden
alle tijden zijn West-Europese Zomertijd (UTC +1:00)
| Datum      | Tijd  |                        | Score |                        | Set 1 | Set 2 | Set 3 |
| ---------- | ----- | ---------------------- | ----- | ---------------------- | ----- | ----- | ----- |
| 29 juli    | 11:00 | Alison – Emanuel       | 2-1   | Doppler – Horst        | 19-21 | 21-17 | 16-14 |
| 29 juli    | 23:00 | Bellaguarda – Heuscher | 0-2   | Lupo – Nicolai         | 19-21 | 18-21 |       |
| 31 juli    | 10:00 | Alison – Emanuel       | 2-0   | Bellaguarda – Heuscher | 21-17 | 21-12 |       |
| 31 juli    | 22:00 | Lupo – Nicolai         | 0-2   | Doppler – Horst        | 18-21 | 17-21 |       |
| 2 augustus | 10:00 | Alison – Emanuel       | 2-0   | Lupo – Nicolai         | 26-24 | 21-18 |       |
| 2 augustus | 20:00 | Bellaguarda – Heuscher | 2-0   | Doppler – Horst        | 24-22 | 21-12 |       |

### Groep B
Eindstand
| # | Ploeg               | Punten | Wedstrijden | Wedstrijden | Spelpunten | Spelpunten | Spelpunten | Sets | Sets | Sets  |
| # | Ploeg               | Punten | W           | V           | W          | V          | Ratio      | W    | V    | Ratio |
| - | ------------------- | ------ | ----------- | ----------- | ---------- | ---------- | ---------- | ---- | ---- | ----- |
| 1 | Dalhausser – Rogers | 6      | 3           | 0           | 139        | 109        | 1.275      | 6    | 1    | 6.000 |
| 2 | Gavira – Herrera    | 5      | 2           | 1           | 139        | 133        | 1.045      | 5    | 2    | 2.500 |
| 3 | Beneš – Kubala      | 4      | 1           | 2           | 120        | 128        | 0.938      | 2    | 5    | 0.400 |
| 4 | Asahi – Shiratori   | 3      | 0           | 3           | 110        | 138        | 0.797      | 1    | 6    | 0.167 |

Wedstrijden
alle tijden zijn West-Europese Zomertijd (UTC +1:00)
| Datum      | Tijd  |                     | Score |                   | Set 1 | Set 2 | Set 3 |
| ---------- | ----- | ------------------- | ----- | ----------------- | ----- | ----- | ----- |
| 29 juli    | 10:00 | Gavira – Herrera    | 2-0   | Beneš – Kubala    | 25-23 | 21-16 |       |
| 29 juli    | 22:00 | Dalhausser – Rogers | 2-0   | Asahi – Shiratori | 21-15 | 21-16 |       |
| 31 juli    | 09:00 | Beneš – Kubala      | 2-1   | Asahi – Shiratori | 17-21 | 21-15 | 15-7  |
| 31 juli    | 21:00 | Dalhausser – Rogers | 2-1   | Gavira – Herrera  | 19-21 | 21-16 | 15-13 |
| 2 augustus | 14:30 | Gavira – Herrera    | 2-0   | Asahi – Shiratori | 21-19 | 22-20 |       |
| 2 augustus | 21:00 | Dalhausser – Rogers | 2-0   | Beneš – Kubala    | 21-13 | 21-15 |       |

### Groep C
Eindstand
| # | Ploeg                | Punten | Wedstrijden | Wedstrijden | Spelpunten | Spelpunten | Spelpunten | Sets | Sets | Sets  |
| # | Ploeg                | Punten | W           | V           | W          | V          | Ratio      | W    | V    | Ratio |
| - | -------------------- | ------ | ----------- | ----------- | ---------- | ---------- | ---------- | ---- | ---- | ----- |
| 1 | Brink – Reckermann   | 6      | 3           | 0           | 133        | 114        | 1.167      | 6    | 1    | 6.000 |
| 2 | Chevallier – Heyer   | 5      | 2           | 1           | 145        | 151        | 0.960      | 4    | 4    | 1.000 |
| 3 | Prokopjev – Semjonov | 4      | 1           | 2           | 157        | 163        | 0.963      | 3    | 5    | 0.600 |
| 4 | Wu – Xu              | 3      | 0           | 3           | 157        | 164        | 0.957      | 3    | 6    | 0.500 |

Wedstrijden
alle tijden zijn West-Europese Zomertijd (UTC +1:00)
| Datum      | Tijd  |                    | Score |                      | Set 1 | Set 2 | Set 3 |
| ---------- | ----- | ------------------ | ----- | -------------------- | ----- | ----- | ----- |
| 28 juli    | 12:00 | Brink – Reckermann | 2-0   | Prokopjev – Semjonov | 21-19 | 21-17 |       |
| 28 juli    | 14:30 | Wu – Xu            | 1-2   | Chevallier – Heyer   | 21-18 | 16-21 | 12-15 |
| 30 juli    | 14:30 | Brink – Reckermann | 2-1   | Wu – Xu              | 13-21 | 21-19 | 15-8  |
| 30 juli    | 20:00 | Chevallier – Heyer | 2-1   | Prokopjev – Semjonov | 28-26 | 18-21 | 15-13 |
| 1 augustus | 11:00 | Wu – Xu            | 1-2   | Prokopjev – Semjonov | 27-29 | 21-17 | 12-15 |
| 1 augustus | 21:00 | Brink – Reckermann | 2-0   | Chevallier – Heyer   | 21-14 | 21-16 |       |

### Groep D
Eindstand
| # | Ploeg                | Punten | Wedstrijden | Wedstrijden | Spelpunten | Spelpunten | Spelpunten | Sets | Sets | Sets  |
| # | Ploeg                | Punten | W           | V           | W          | V          | Ratio      | W    | V    | Ratio |
| - | -------------------- | ------ | ----------- | ----------- | ---------- | ---------- | ---------- | ---- | ---- | ----- |
|   | Gibb – Rosenthal     | 5      | 2           | 1           | 119        | 89         | 1.337      | 4    | 2    | 2.000 |
|   | Fijałek – Prudel     | 5      | 2           | 1           | 132        | 115        | 1.148      | 5    | 2    | 2.500 |
|   | Samoilovs – Sorokins | 5      | 2           | 1           | 116        | 113        | 1.027      | 4    | 3    | 1.333 |
|   | Chiya – Goldschmidt  | 3      | 0           | 3           | 76         | 126        | 0.603      | 0    | 6    | 0.000 |

Wedstrijden
alle tijden zijn West-Europese Zomertijd (UTC +1:00)
| Datum      | Tijd  |                      | Score |                      | Set 1 | Set 2 | Set 3 |
| ---------- | ----- | -------------------- | ----- | -------------------- | ----- | ----- | ----- |
| 28 juli    | 11:00 | Fijałek – Prudel     | 1-2   | Samoilovs – Sorokins | 21-12 | 15-21 | 12-15 |
| 28 juli    | 22:00 | Gibb – Rosenthal     | 2-0   | Chiya – Goldschmidt  | 21-10 | 21-11 |       |
| 30 juli    | 12:00 | Samoilovs – Sorokins | 2-0   | Chiya – Goldschmidt  | 21-13 | 21-10 |       |
| 30 juli    | 21:00 | Gibb – Rosenthal     | 0-2   | Fijałek – Prudel     | 17-21 | 18-21 |       |
| 1 augustus | 12:00 | Fijałek – Prudel     | 2-0   | Chiya – Goldschmidt  | 21-19 | 21-13 |       |
| 1 augustus | 16:30 | Gibb – Rosenthal     | 2-0   | Samoilovs – Sorokins | 21-10 | 21-16 |       |

### Groep E
Eindstand
| # | Ploeg                 | Punten | Wedstrijden | Wedstrijden | Spelpunten | Spelpunten | Spelpunten | Sets | Sets | Sets  |
| # | Ploeg                 | Punten | W           | V           | W          | V          | Ratio      | W    | V    | Ratio |
| - | --------------------- | ------ | ----------- | ----------- | ---------- | ---------- | ---------- | ---- | ---- | ----- |
| 1 | Pļaviņš – Šmēdiņš     | 6      | 3           | 0           | 141        | 113        | 1.248      | 6    | 1    | 6.000 |
| 2 | Nummerdor – Schuil    | 5      | 2           | 1           | 127        | 116        | 1.095      | 4    | 3    | 1.333 |
| 3 | Erdmann – Matysik     | 4      | 1           | 2           | 132        | 148        | 0.892      | 3    | 5    | 0.600 |
| 4 | Hernández – Villafañe | 3      | 0           | 3           | 128        | 151        | 0.848      | 2    | 6    | 0.333 |

Wedstrijden
alle tijden zijn West-Europese Zomertijd (UTC +1:00)
| Datum      | Tijd  |                    | Score |                       | Set 1   | Set 2   | Set 3   |
| ---------- | ----- | ------------------ | ----- | --------------------- | ------- | ------- | ------- |
| 29 juli    | 14:30 | Nummerdor – Schuil | 2 - 1 | Hernández – Villafañe | 21 - 18 | 17 - 21 | 15 - 10 |
| 29 juli    | 15:30 | Erdmann – Matysik  | 1 - 2 | Pļaviņš – Šmēdiņš     | 21 - 19 | 21 - 23 | 9 - 15  |
| 31 juli    | 14:30 | Pļaviņš – Šmēdiņš  | 2 - 0 | Hernández – Villafañe | 21 - 14 | 21 - 16 |         |
| 31 juli    | 15:30 | Nummerdor – Schuil | 2 - 0 | Erdmann – Matysik     | 21 - 9  | 21 - 16 |         |
| 2 augustus | 09:00 | Nummerdor – Schuil | 0 - 2 | Pļaviņš – Šmēdiņš     | 14 - 21 | 18 - 21 |         |
| 2 augustus | 15:30 | Erdmann – Matysik  | 2 - 1 | Hernández – Villafañe | 20 - 22 | 21 - 16 | 15 - 11 |

### Groep F
Eindstand
| # | Ploeg                       | Punten | Wedstrijden | Wedstrijden | Spelpunten | Spelpunten | Spelpunten | Sets | Sets | Sets  |
| # | Ploeg                       | Punten | W           | V           | W          | V          | Ratio      | W    | V    | Ratio |
| - | --------------------------- | ------ | ----------- | ----------- | ---------- | ---------- | ---------- | ---- | ---- | ----- |
|   | Garcia Thompson – Grotowski | 6      | 3           | 0           | 129        | 101        | 1.277      | 6    | 0    | MAX   |
|   | Cunha – Ricardo             | 5      | 2           | 1           | 117        | 107        | 1.093      | 4    | 2    | 2.000 |
|   | Skarlund – Spinnangr        | 4      | 1           | 2           | 114        | 119        | 0.958      | 2    | 4    | 0.500 |
|   | Binstock – Reader           | 3      | 0           | 3           | 94         | 127        | 0.740      | 0    | 6    | 0.000 |

Wedstrijden
alle tijden zijn West-Europese Zomertijd (UTC +1:00)
| Datum      | Tijd  |                             | Score |                      | Set 1 | Set 2 | Set 3 |
| ---------- | ----- | --------------------------- | ----- | -------------------- | ----- | ----- | ----- |
| 28 juli    | 16:30 | Garcia Thompson – Grotowski | 0-2   | Binstock – Reader    | 19-21 | 13-21 |       |
| 28 juli    | 20:00 | Cunha – Ricardo             | 2-0   | Skarlund – Spinnangr | 21-14 | 21-18 |       |
| 30 juli    | 11:00 | Skarlund – Spinnangr        | 2-0   | Binstock – Reader    | 21-14 | 21-18 |       |
| 30 juli    | 17:30 | Garcia Thompson – Grotowski | 0-2   | Cunha – Ricardo      | 17-21 | 12-21 |       |
| 1 augustus | 17:30 | Garcia Thompson – Grotowski | 0-2   | Skarlund – Spinnangr | 20-22 | 13-21 |       |
| 1 augustus | 20:00 | Cunha – Ricardo             | 2-0   | Binstock – Reader    | 21-18 | 24-22 |       |

## Knock-outfase
| Achtste finale | Achtste finale         | Achtste finale | Achtste finale | Achtste finale |  |    | Kwartfinale      | Kwartfinale        | Kwartfinale | Kwartfinale | Kwartfinale |  |  | Halve finale | Halve finale       | Halve finale | Halve finale | Halve finale |  |                    | Finale             | Finale             | Finale             | Finale             | Finale |
|                |                        |                |                |                |  |    |                  |                    |             |             |             |  |  |              |                    |              |              |              |  |                    |                    |                    |                    |                    |        |
| 1              | Alison – Emanuel       | 21             | 21             |                |  |    |                  |                    |             |             |             |  |  |              |                    |              |              |              |  |                    |                    |                    |                    |                    |        |
| 8              | Erdmann – Matysik      | 16             | 14             |                |  |    | 1                | Alison – Emanuel   | 21          | 16          | 17          |  |  |              |                    |              |              |              |  |                    |                    |                    |                    |                    |        |
| 9              | Fijałek – Prudel       | 21             | 21             |                |  | 9  | Fijałek – Prudel | 17                 | 21          | 15          |             |  |  |              |                    |              |              |              |  |                    |                    |                    |                    |                    |        |
| 15             | Chevallier – Heyer     | 18             | 17             |                |  |    |                  |                    |             |             |             |  |  | 1            | Alison – Emanuel   | 21           | 22           |              |  |                    |                    |                    |                    |                    |        |
| 17             | Pļaviņš – Šmēdiņš      | 21             | 21             |                |  |    |                  |                    |             |             |             |  |  | 17           | Pļaviņš – Šmēdiņš  | 15           | 20           |              |  |                    |                    |                    |                    |                    |        |
| 18             | Skarlund – Spinnangr   | 18             | 16             |                |  |    | 17               | Pļaviņš – Šmēdiņš  | 19          | 21          | 15          |  |  |              |                    |              |              |              |  |                    |                    |                    |                    |                    |        |
| 22             | Prokopjev – Semjonov   | 14             | 20             |                |  | 4  | Gibb – Rosenthal | 21                 | 18          | 11          |             |  |  |              |                    |              |              |              |  |                    |                    |                    |                    |                    |        |
| 4              | Gibb – Rosenthal       | 21             | 22             |                |  |    |                  |                    |             |             |             |  |  |              |                    |              |              |              |  |                    | 1                  | Alison – Emanuel   | 21                 | 21                 | 14     |
| 3              | Brink – Reckermann     | 21             | 21             |                |  |    |                  |                    |             |             |             |  |  |              |                    |              |              |              |  |                    | 3                  | Brink – Reckermann | 23                 | 16                 | 16     |
| 16             | Samoilovs – Sorokins   | 12             | 17             |                |  |    | 3                | Brink – Reckermann | 21          | 21          |             |  |  |              |                    |              |              |              |  |                    |                    |                    |                    |                    |        |
| 11             | Gavira – Herrera       | 18             | 19             |                |  | 7  | Cunha – Ricardo  | 15                 | 19          |             |             |  |  |              |                    |              |              |              |  |                    |                    |                    |                    |                    |        |
| 7              | Cunha – Ricardo        | 21             | 21             |                |  |    |                  |                    |             |             |             |  |  | 3            | Brink – Reckermann | 21           | 21           |              |  |                    |                    |                    |                    |                    |        |
| 5              | Nummerdor – Schuil     | 22             | 21             |                |  |    |                  |                    |             |             |             |  |  | 5            | Nummerdor – Schuil | 14           | 16           |              |  |                    |                    |                    |                    |                    |        |
| 15             | Bellaguarda – Heuscher | 20             | 15             |                |  |    | 5                | Nummerdor – Schuil | 21          | 21          |             |  |  |              |                    |              |              |              |  | Wedstrijd om brons | Wedstrijd om brons | Wedstrijd om brons | Wedstrijd om brons | Wedstrijd om brons |        |
| 13             | Lupo – Nicolai         | 21             | 21             |                |  | 13 | Lupo – Nicolai   | 16                 | 18          |             |             |  |  |              |                    |              |              |              |  | 17                 | Pļaviņš – Šmēdiņš  | 19                 | 21                 | 15                 |        |
| 2              | Dalhausser – Rogers    | 17             | 19             |                |  |    |                  |                    |             |             |             |  |  |              |                    |              |              |              |  |                    | 5                  | Nummerdor – Schuil | 21                 | 19                 | 11     |